# Бирсов, Анзор Хацуевич
Анзор Хацуевич Бирсов (15 июня 1892 года, аул Верхнее Атажукино Кабардинского округа Терской области (ныне село Заюково Баксанского района Кабардино-Балкарской Республики) — 5 июня 1983 года) — участник Великой Отечественной войны, советский хозяйственный, государственный и политический деятель, председатель колхоза имени Кирова Эльбрусского района Кабардинской АССР.Герой Социалистического Труда (27.06.1949).

## Биография
Родился в крестьянской семье. Получил начальное образование. Занимался индивидуальным крестьянским трудом.
После окончания Гражданской войны активно участвовал в становлении советской власти. Занимался созданием и укреплением колхоза: был бригадиром полеводческой бригады. В 1928—1937 годах работал заместителем председателя, председатель сельсовета в селе Заюково. В 1937—1940 годах — заместитель председателя, председатель Баксанского районного исполкома. С 1940 года был заместителем председателя колхоза в своём селе.
Участник Великой Отечественной войны. В июне 1942 года был мобилизован в Красную Армию. Служил в сапёрных частях, в дорожно-строительном батальоне. Был дважды ранен, награжден медалью «За боевые заслуги». В 1945 году демобилизован.
В 1946 году был избран председателем колхоза имени Кирова. Колхоз под его руководством из года в год добивался новых производственных успехов и стал одним из первых хозяйств Баксанского района. Наибольшие успехи были достигнуты в животноводстве и особенно в одной из его отраслей — коневодстве. Если 1946 году на 100 маток было выращено 32 жеребёнка, то в 1948 году от каждой из 64 маток было выращено 64 жеребенка. Такой результат давал право на получение высокой награды.
Указом Президиума Верховного Совета СССР от 27 июня 1949 года за получение высокой продуктивности животноводства Бирсову присвоено высокое звание Героя Социалистического Труда с вручением ордена Ленина и золотой медали «Серп и Молот».
Этим же указом звания были удостоены заведующий колхозным коневодством Т. П. Шогенов его помощник, старший табунщик Х. Т. Калмыков.
Являлся одним из талантливых руководителей сельскохозяйственного производства. Его отличали беспредельная преданность делу, организаторские способности, умелое руководство, чуткое и внимательное отношение к людям.
Принимал активное участие в общественно-политической жизни республики. Он избирался членом Кабардино-Балкарского обкома КПСС и Президиума Верховного Совета КБАССР. Награжден орденом Ленина и многими медалями.
В 1955 году вышел на пенсию, но продолжал принимать активное участие в общественной жизни района. С 1961 года работал заведующим отделом колхозного производства Баксанского райисполкома, а затем председателем исполкома Заюковского сельского Совета.
Умер 5 июня 1983 года в Заюково после тяжелой продолжительной болезни.

## Награды
- Золотая медаль «Серп и Молот»(27.06.1949)
- Орден Ленина(27.06.1949)
- Медаль «За боевые заслуги»(12.06.1944)[3]
- Медаль «За взятие Кёнигсберга»  (09.06.1945).
- Медаль «В ознаменование 100-летия со дня рождения Владимира Ильича Ленина» (6 апреля 1970)
- Медаль «За победу над Германией в Великой Отечественной войне 1941—1945 гг.» (9 мая 1945[4])
- Юбилейная медаль «Двадцать лет Победы в Великой Отечественной войне 1941—1945 гг.» (7 мая 1965[5])
- Юбилейная медаль «Тридцать лет Победы в Великой Отечественной войне 1941—1945 гг.»[6]
- Медаль «За трудовое отличие»
- Медаль «Ветеран труда»
- Медаль «30 лет Советской Армии и Флота».[7]
- Юбилейная медаль «40 лет Вооружённых Сил СССР»[8]
- Юбилейная медаль «50 лет Вооружённых Сил СССР» (26 декабря 1967[9])
- медалями ВДНХ СССР:

## Память
- Его имя увековечено в Главном Храме Вооружённых сил России, и навсегда запечатлено на мемориале «Дорога Памяти»[10].
- На могиле установлен надгробный памятник.